# Euoplos mcmillani
Euoplos mcmillani là một loài nhện trong họ Idiopidae.
Loài này thuộc chi Euoplos. Euoplos mcmillani được Barbara York Main miêu tả năm 2000.